# Olo (langue)
Pour les articles homonymes, voir Olo.
L’olo est une langue papoue parlée en Papouasie-Nouvelle-Guinée, dans la province de Sandaun.

## Classification
L’olo fait partie des langues wapei-palei qui sont rattachées à la famille des langues torricelli.

## Phonologie
Les consonnes et les voyelles de l’olo:

### Voyelles
|         | Antérieure  | Centrale | Postérieure |
| ------- | ----------- | -------- | ----------- |
| Fermée  | i [i] ɪ [ɪ] |          | ʊ [ʊ] u [u] |
| Ouverte | ɛ [ɛ]       | a [a]    | ɔ [ɔ]       |

### Consonnes
|              |              | Bilabiales | Alvéolaires | Dorsales | Dorsales |
| ------------ | ------------ | ---------- | ----------- | -------- | -------- |
| Palatales    | Vélaires     | Bilabiales | Alvéolaires |          |          |
| Occlusives   | Sourde       | p [p]      | t [t]       |          | k [k]    |
| Occlusives   | Prénasal.    |            |             |          | ŋk [ŋ͡k]  |
| Fricative    | Fricative    | f [f]      | s [s]       |          |          |
| Nasale       | Nasale       | m [m]      | n [n]       |          |          |
| Liquide      | Liquide      |            | l [l]       |          |          |
| Semi-voyelle | Semi-voyelle | w [w]      |             | y [ j]   |          |

### accentuation
L’olo est une langue accentuelle. L'accent porte généralement sur la première syllabe.

## Sources
- (en) Donald McGregor, Eileen McGregor, Donald Laycock, 1994, Olo Organized Phonology, manuscrit, Ukarumpa, SIL International.
- (en) William E. Staley, 2007, Referent management in Olo: a cognitive perspective, SIL International.